# Train (film)
Train è un film horror slasher del 2008 diretto e sceneggiato da Gideon Raff.
In sviluppo dalla primavera 2007, il film è stato concepito originariamente come rifacimento di Terror Train (1980, regia di Roger Spottiswoode); ma con il proseguimento della produzione si optò per la non riproduzione del cult canadese, scegliendo invece una rivisitazione in chiave moderna dell'opera basandosi su una sceneggiatura originale scritta per mano di Raff.
Il film è stato oggetto di diversi tagli a causa dei forti contenuti; la durata originale era di 96 minuti ma non è mai stata presentata al pubblico, neanche all'anteprima mondiale avvenuta allo Screamfest Festival dove è stata proiettata la versione X tagliata di 27 minuti.

## Trama
Europa dell'Est.
Un gruppo di studenti collegiali statunitensi sono in viaggio per una gara d'atletica in cui concorrono tra i partecipanti. La notte prima di partire, il gruppo va ad un festino e gli effetti perdurano anche il giorno successivo, e per questo i ragazzi perdono il treno diretto.
Al gruppo viene quindi offerto un viaggio alternativo in un treno che porta alla stessa destinazione ma fa un diverso percorso, che accettano. I ragazzi sono inconsapevoli, però, del fatto che a bordo con loro ci sono anche dei pazzi omicidi che vogliono concludere nel sangue il loro viaggio.

## Produzione
Train nasce inizialmente come rifacimento del film culto canadese Terror Train (1980). Annunciato dai produttori Avi Lerner e Danny Dimbort per la Nu Image nell'aprile 2007, Gideon Raff è stato incaricato come regista e sceneggiatore. A conferma del fatto che il soggetto iniziale fosse basato sul film di Roger Spottiswoode, il titolo di lavorazione usato per la pellicola era Terror Train.
Sviluppato successivamente come revisione in chiave moderna, alcuni elementi del soggetto originale sono stati cambiati notevolmente. Raff ha voluto distaccarsi dal film di Spottiswoode, anche se ha dichiarato d'esserne un grande ammiratore, annunciando che per la sceneggiatura ha scritto un soggetto di propria mano viste le sue intenzioni di non trasporre un rifacimento, ricercando informazioni sugli atti delittuosi che avvengono nell'Europa orientale per descrivere un film dell'orrore intelligente.
Le riprese si sono svolte interamente in Bulgaria all'interno degli studi cinematografici New Boyana della capitale, Sofia.
A Raff è molto piaciuto il treno bulgaro usato per le riprese, perché il suo aspetto gli ricordava un Orient Expres vecchio stile. L'attrice Thora Birch si è impegnata molto sull'interpretazione del suo personaggio che in origine fu di Jamie Lee Curtis, e Raff ha giudicato eccitante lavorare con lei proprio per l'enorme impegno fornito dalla Birch durante le riprese. Riguardo alle difficoltà nel riprendere gran parte della pellicola in un ambiente chiuso come il treno, Raff ha rilasciato una personale dichiarazione:

## Distribuzione
La durata effettiva della pellicola è di 96 minuti, 27 dei quali sono stati tagliati per le scene contenenti violenza, sesso esplicito e particolare disturbo per la visione del pubblico.
Il 16 novembre 2009 è stata pubblicata negli Stati Uniti d'America l'edizione DVD.

### Censura
A causa delle forti scene di violenza e sesso, il film è stato oggetto di diverse revisioni del girato per poterne avviare la messa in commercio.
Una versione tagliata di tipo X è stata presentata il 16 ottobre 2008 allo Screamfest Festival; questo tipo di censura veniva adottato esclusivamente per i film di genere pornografico ma è stato accordato in base ai forti contenuti trattati nella pellicola.
La Lions Gate comprò i diritti cinematografici dell'opera con l'intenzione di una messa in vendita per il commercio casalingo, e ottenne dal comitato di censura un visto "R" (restrittivo) riuscendo a pubblicare una edizione per il mercato home video.